# Altenrath (Troisdorf)
Altenrath ist eine der zwölf Ortschaften von Troisdorf im nordrhein-westfälischen Rhein-Sieg-Kreis. Bis 1969 war Altenrath eine eigenständige Gemeinde.

## Lage
Der Stadtteil liegt circa fünf Kilometer nördlich von Troisdorf-Mitte am Rande des Naturschutzgebiets Wahner Heide an der Stadtgrenze zu Lohmar. In unmittelbare Nähe befindet sich der Flughafen Köln/Bonn. Daneben liegt das Gelände des nicht mehr genutzten, so genannten „Camp Altenrath“, einer ehemaligen Kasernenanlage des Belgischen Militärs. Von Troisdorf aus ist Altenrath über die Altenrather Straße erreichbar. Ein Teil der Altenrather Straße wird „Panzerstraße“ genannt, da die angrenzende Wahner Heide lange Zeit ein Truppenübungsgelände verschiedener Armeen war und dieser Abschnitt mit einem extra harten Beton für Panzer gebaut wurde, die aber sehr uneben ist und rustikal wirkt. Außerdem erreicht man Altenrath über die Landesstraße 84 bzw. Landesstraße 288, die auch an die Kölner Stadtteile um Porz anbindet. Über die Kreisstraße 10 ist Lohmar direkt zu erreichen. Die Auffahrten der Bundesautobahn 3 liegen in Lohmar.

## Geschichte

### Mittelalter und Neuzeit
Die älteste urkundliche Erwähnung des Siedlungsgebietes Altenrath stammt aus der Zeit zwischen 1065 und 1075. In den Stiftungsurkunden der Abtei Siegburg wurde ein Hof „Haus Sulsa“ genannt, 1075 wurde „Sulsa“ in einer Tauschurkunde des Kölner Erzbischofs Anno II. genannt. „Sulsa“ ist hierbei mit „Sülz“ gleichzusetzen. Nach Ansicht der Historiker steht diese Ortsbezeichnung im Zusammenhang mit dem Fluss Sülz, der östlich der heutigen Ortslage in die Agger mündet.
Mit dem Namen „Aldinroide upper Heide“ wurde der Ort erstmals 1311 bezeichnet, als das Kirchspiel Altenrath an die Grafschaft Berg verkauft wurde. Die romanische Kirche St. Georg stammt vermutlich aus der Mitte des 12. Jahrhunderts.
Im Jahre 1271 gehörte Altenrath zur Herrschaft Heinsberg, 1286 wurde der Ort Sitz eines Hochgerichts. Im 14. Jahrhundert wechselte die Herrschaft mehrfach. 1311 kaufte Graf Adolf VI. von Berg, das Kirchspiel; 1333 kam Altenrath an die Grafschaft Jülich, 1341 an die Herrschaft Heinsberg (Loon-Heinsberg-Blankenberg), 1361 wieder an die Grafschaft Berg und 1363 erneut an Loon-Heinsberg-Blankenberg. Vom Beginn des 15. Jahrhunderts bis Ende des 18. Jahrhunderts blieb Altenrath dauerhaft in der Landesherrschaft des Herzogtums Berg. Von 1446 an war der Ort dem Amt Löwenburg und ab 1484 dem Amt Porz unterstellt.
In einer im Jahr 1555 erhobenen Aufstellung der Gerichtsverhältnisse im Herzogtum Berg wurde Altenrath als eigenständige Honschaft genannt.
In der Zeit der Reformation übten im Jahr 1572 einige Bewohner des Kirchspiels Altenrath den lutherischen Glauben aus. Die St. Georg-Kirche blieb im Besitz der katholischen Pfarrgemeinde, es wurde aber simultan bis 1613 katholischer und lutherischer Gottesdienst gefeiert.
Nach den napoleonischen Revolutionskriegen trat 1806 das Großherzogtum Berg dem Rheinbund bei. Bis 1813 gehörte Altenrath unter französischer Verwaltung zur Mairie Lohmar im Arrondissement Siegburg, das dem Département Rhein zugeordnet war.

### Töpferort
Seit den 1630er Jahren sind in Altenrath Töpfereien nachgewiesen. Die Töpferfamilien stammten aus dem Kannenbäckerland, einige auch aus dem nahen Siegburg. Durch Bauarbeiten an der alten Kölner Straße (Flughafenstraße) konnten nach dem Zweiten Weltkrieg zwei Brennstätten identifiziert werden. Ende des 17. Jahrhunderts kam die Töpferei wieder zum Erliegen. In alten Flurnamen „Scherfelberg“ (= Scherbenberg) im Norden von Altenrath und „Uleschhüsje bzw. Eulenhaus“ (= Töpferhaus) im Süden blieb die Töpferei noch in Erinnerung.

### Gemeinde Altenrath
Nachdem 1815 dem Königreich Preußen auf dem Wiener Kongress das Rheinland zugesprochen wurde, wurde Altenrath eine selbständige Landgemeinde, die von der im Jahr 1816 neu geschaffenen Bürgermeisterei Lohmar im Kreis Siegburg verwaltet wurde. Von 1845 an hatte Altenrath einen gewählten Gemeinderat, der auch den Gemeindevorsteher wählte.
Zur Gemeinde gehörten neben dem Kirchdorf Altenrath die Weiler und Höfe Boxhohn, Euelen, Ludwigshütte, Schauenberg und Utzenrath.
Die Gemeinde Altenrath hatte 1885 insgesamt 711 Einwohner, die in 159 Wohngebäuden lebten; 346 der Einwohner waren männlich und 365 weiblich. Die Gemeinde war mit 703 Gläubigen überwiegend katholisch und gehörte zur Pfarrei St. Georg in Altenrath; daneben gab es sieben evangelische Christen, die zur Kirchengemeinde Volberg gehörten, und einen Bürger jüdischen Glaubens.
1885 hatte die Gemeinde eine Fläche von 905 ha, davon 220 ha Ackerland, 26 ha Wiesenfläche und 388 ha Waldfläche.

### 20. Jahrhundert bis heute
Um 1910 gab es eine Schule, in der der Lehrer Joseph Rademacher, der Ausgräber vieler Hügelgräber in der Heide, unterrichtete, eine Hebamme, einen Turnverein, den Kirchenchor Cäcilia, einen kameradschaftlichen Verein, einen Ortsverein des Rheinischen Bauernvereins und einen eigenen Spar- und Darlehenskassenverein.
Die Lage am oder im Truppenübungsplatz bedingte, dass Altenrath 1938 aufhörte zu existieren: Das Gelände wurde für den Truppenübungsplatz benötigt. Erst kurz nach dem Zweiten Weltkrieg konnten sich wieder Menschen dort ansiedeln – und erst ab 1983 wurde es erlaubt, privaten Besitz in Altenrath zu erwerben. Seither ist Altenrath wieder stetig gewachsen. Bei der Volkszählung am 6. Juni 1961 hatte die Gemeinde 1244 Einwohner auf einer Fläche von 8,81 km². Am 1. August 1969 wurde die Gemeinde nach dem Bonn-Gesetz aufgelöst und der Stadt Troisdorf angegliedert.
Zum Zeitpunkt der Eingemeindung hatte die Gemeinde 1081 Einwohner.
Mitte der 50er Jahre war Altenrath aussichtsreicher Kandidat als Standort für das damals geplante Rheinische Freilichtmuseum. 1958 wurde dies Projekt jedoch an Kommern vergeben.
Der Stadtteil hat heute knapp 2.300 Einwohner. Der Ort ist geprägt durch Bebauung mit Einfamilienhäusern. Wer etwas näher hinschaut, wird die Ähnlichkeit vieler Anfang der 1990er Jahre erbauter Häuser in Fertigbauweise bemerken. Solche Ähnlichkeiten sind in Altenrath aber nichts Neues: In den am Ortsrand liegenden Straßen „An der Witzenbach“ (heute Witzenbachstraße), „Am Rambusch“ (heute Rambusch) und „Waldsiedlung“ findet man nahezu baugleiche Häuser, die bereits in den 1930er Jahren geplant und begonnen und nach Kriegsende fertiggestellt wurden. Auch im Ortskern gibt es mehrere Häuser, die nahezu identisch – zum Teil auch gespiegelt – gebaut wurden. So hat z. B. das Haus des bereits erwähnten Lehrers Rademacher in der Höckergasse ein Pendant in der Straße „Rübkamp“.

## Sehenswürdigkeiten
- Die romanische Kirche St. Georg ist eines der Wahrzeichen von Altenrath. An ihr liegt ein Friedhof mit zahlreichen älteren Grabsteinen, die offenbar von der um 1915 zugunsten des Truppenübungsplatzes aufgegebenen Ortschaft Sand stammen und möglicherweise hierhin transloziert wurden.[10]
- Die Wahner Heide als zweitgrößtes Naturschutzgebiet ist die größte Attraktion des ansonsten fast ausschließlich Wohnzwecken dienenden Ortes.
- Die ehemalige Panzerwaschanlage der Kaserne Altenrath an der „Alten Kölner Straße“ ist ein sehenswertes Militärrelikt und zugleich ein ökologisch bedeutsames Biotop.[11][12]
- Das Naturdenkmal, die 1000-jährige Boxhohn-Eiche an der Hasbacher Straße nach Hasbach in Rösrath. Die Eiche ist im Januar 2019 zusammengebrochen.[13]
- Die Eremitage am Ravensberg, die Reste der Einsiedelei zwischen Altenrath und Troisdorf-Mitte
- Für die Region typische Fachwerkhäuser.[14]

## Infrastruktur
- Altenrath besitzt einen Kunstrasenplatz, den die Fußballabteilung des TUS Altenrath 1907/54 e. V. nutzt.
- Täglich fährt mehrfach die Linie 507 des Verkehrsverbund Rhein-Sieg durch Altenrath, sowohl Richtung Lohmar als auch Richtung Spich.
- An Einzelhandelsgeschäften und Gastronomie verfügt Altenrath über eine ausreichende dörfliche Infrastruktur.

## Persönlichkeiten
- Moritz Kellerhoven (1758–1830), berühmter Porträt- und Hofmaler in München.
- Carl Rademacher (1859–1935), Prähistoriker und 1. Direktor des Museums für Vor- und Frühgeschichte (Köln), Sohn von Joseph Rademacher, Lehrer und Heimatforscher in Altenrath (Rademacherweg)
- Hermann Richarz (1907–1985), nach Ende des Zweiten Weltkriegs bis 1958 Pfarrer in Altenrath
- Michael Boddenberg (* 1959), Politiker (Finanzminister in Hessen)